# Мокош
Мо́кош, Макош, Мокоша — слов'янська язичницька богиня, функції якої достеменно невідомі. Мокош входила до загальноруського пантеону, встановленого Володимиром Великим. З поширенням православ'я образ Мокоші злився з образом Параскеви П'ятниці.
Висуваються припущення, що Мокош могла бути богинею долі, удачі та родючості, але ці версії не мають достатнього обґрунтування: окрім імені та жіночої природи божества.

## Етимологія
Походження імені богині не цілком ясне. Наявні джерела дозволяють лише проводити паралелі з дав.-інд. makhah («багатий», «шляхетний») і з грец. μαχηος («хтивий», переважно про жінку, «пишний», «буйний», «розмаяний») чи виводити від прасл. *mokrъ («мокрий»).
У фіно-угрів відомий злий дух Мокоша/ Мокуша та плем'я мокша, але ці назви ймовірно запозичені від слов'ян, а не навпаки.

## Образ і функції

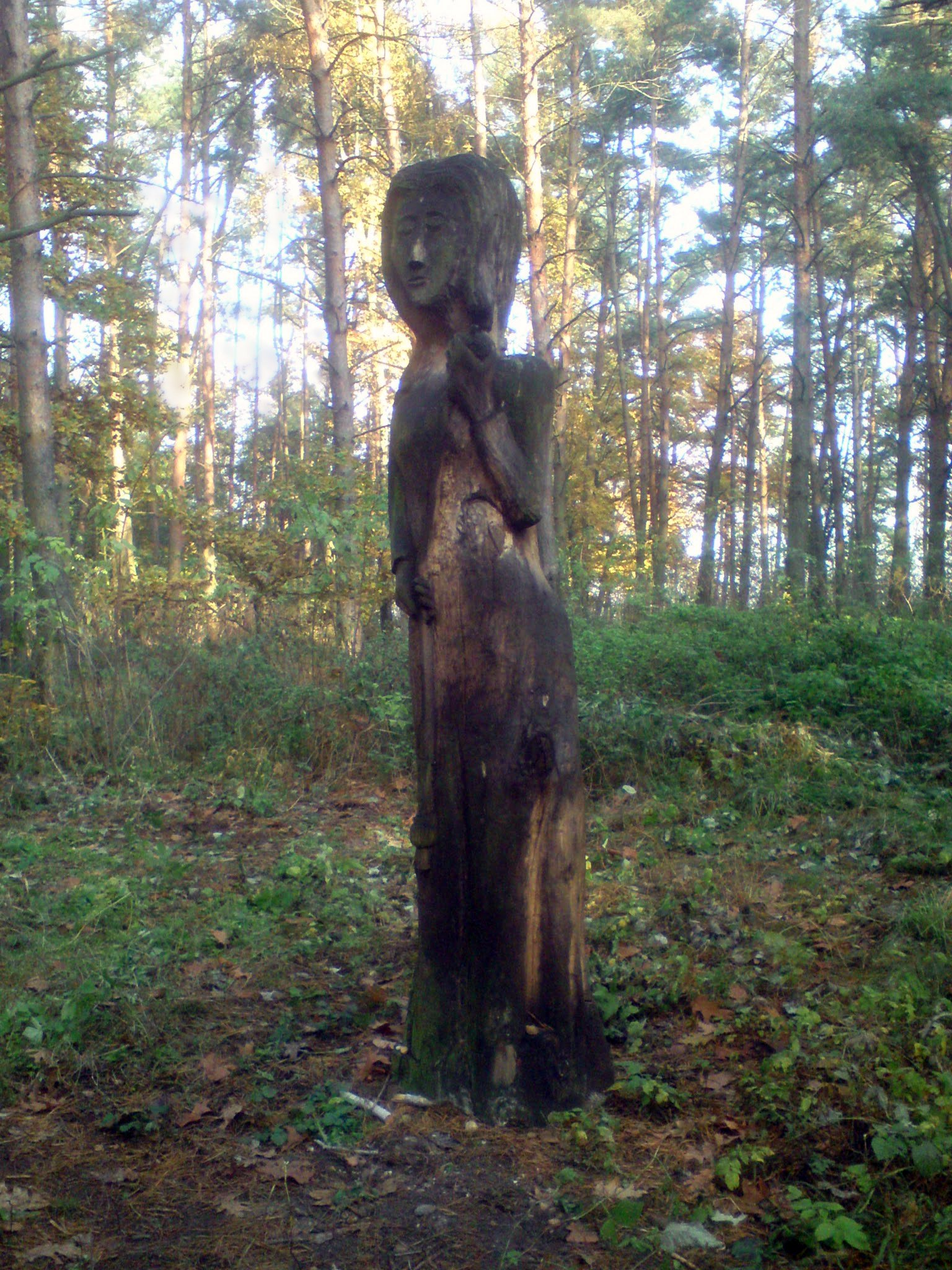
Репліка кумира Мокоші у Чехії

З язичницьких часів достеменно відомо лише ім'я цієї богині. Твердження про її образ і функції мають гіпотетичний характер.
Зв'язок Мокоші з прядінням і тканням засновується на функціях Параскеви П'ятниці, заснованої на Мокоші, що містяться у фольклорно-етнографічних джерелах XIX — початку XX ст.
У російському фольклорі Мокуша — це дух, що опікується стриженням овець і прядінням. Вважалося, що коли веретено крутиться саме — це пряде Мокуша.

## Культ Мокоші
Назви деяких поселень (Макошине на Чернігівщині, Мокошин у Чехії) підтверджують думку про те, що культ цієї богині мав загальнослов'янське поширення. Жегота Паулі вказує, що в чехів і морав'ян було божество Макосла, Макош, Мокош, яке особливо вшановували в часи посухи. Він зіставляє його з сербською Додолою. На території Росії відомі топоніми, що пов'язуються з Мокошшю: Мокош, Мокшани, Мокше, Мокшеве Болото, Мокушів.
Росіяни лишали в жертву своїй Мокуші клаптик вовни, яку клали наніч між ножицями, якими стригли овець.

## У народному християнстві
У середньовіччі християнство наклало на образ Мокоші образ святої Параскеви, утворивши Параскеву П'ятницю. Східними слов'янами Параскева П'ятниця особливо вшановувалася як покровителька жінок, навіть такою мірою, що її образ малювали на звороті ікон Божої Матері. Священним днем Параскеви П'ятниці була п'ятниця, коли жінкам заборонялося працювати, зокрема прясти. До XIX ст. в Україні існував звичай у п'ятницю водити до церкви жінку під супроводі хору, яку називали «п'ятницею». Поширений образ Параскеви П'ятниці — це дівчина чи молода жінка в білій сорочці та плахті, або гола; часто — зі слідами уколів від веретен. Іноді ототожнювалася з Долею, поставала порадницею щодо майбутніх дій.
Подібні функції поділяла Неділя. В білорусів та українців зафіксовано перекази про те, що Неділя за недотримання заборони на працю в свій день могла здерти жінці шкіру з рук чи тулуба, налякати, наслати хворобу.

## Трактування образу
Володимир Гнатюк пропускав зв'язок Мокоші з християнською святою Мокриною.
Александр Ґейштор зазначав, що Мокош має паралелі з Матір'ю-землею як життєдайною силою. На його думку, в народів півночі Росії образ Мокоші деградував від богині родючості до жіночого духа, котрий стриже овець і пряде льон.
На думку Бориса Рибакова, в пантеоні Володимира, Мокош замістила Ладу та Лелю. В його реконструкції, Мокош — це богиня землі та родючості, «Мати-земля», якій допомагають русалки та віли, зрошуючи землю; аналог давньогрецької Деметри. З Мокошшю Рибаков асоціював жіноче зображення на Збручанському ідолі.
В'ячеслав Іванов і Володимир Топоров пропонували, що Мокош в язичницьких віруваннях була матір'ю чи дружиною Перуна, а отже мала важливу роль у центральному міфі, де Перун повертає полонянку, викрадену змієм (можливо Велесом).
Дмитро Гаврилов і Станіслав Єрмаков ототожнювали Мокош з Бабою-Ягою, пояснюючи, що спершу Мокош як богиня долі мала двох сестер (аналог давньогрецьких мойр), і це відображено в деяких казках, де Баба-Яга має сестер ягівн і дарує героєві дороговказний клубок. Віктор Давидюк характеризував Мокош як вторинний щодо Баби-Яги образ, оскільки Мокош більш знеособлена та позбавлена тотемістичної символіки.
Юлія Буйських пояснювала, що всі наявні припущення про місце Мокоші в віруваннях давніх слов'ян засновані на фольклорному матеріалі XIX—XX ст., який хибно співвідносити з давнім язичництвом. Тому і твердження про те, що Параскева П'ятниця «підмінила» собою Мокош у часи поширення християнства теж безпідставні.

## У мистецтві
- «Богиня Мокоша» — камерна симфонія № 4 Сергія Ярунського.